# 圭马尔金字塔

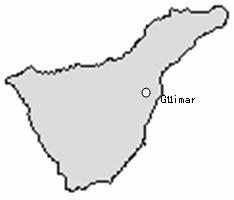
圭马尔市镇在特内里费岛上的位置

圭马尔金字塔（西班牙語：Pirámides de Güímar）座落于西班牙加那利群岛中特内里费岛东海岸的圭马尔市镇。该词泛指现存的六座金字塔，均为阶梯式，俯视图呈正方形。这与玛雅人和阿兹特克人在墨西哥建造的金字塔存在显而易见的相似。这些金字塔对考古学家来说还保持着神秘的色彩。
很长时间以来，人们一直认为这些金字塔是由当地的农民用石头堆起来的，这些农民把他们在耕种土地时找到的石头垒在田地的边缘。这在加那利群岛是一种很常见的行为。根据当地人的传说和一些古老的图片可以看出：像这种金字塔在岛上的很多地方都曾有过，但是都因为它们看起来没什么用而且可以作为便宜的建筑材料使用而被推倒拆除。在圭马尔曾有九座这样的金字塔而现在只有六座幸存。
1991年著名的研究者托尔·海尔达尔研究过这些金字塔。他发现这些金字塔不太可能是随机堆放构成的。例如，位于金字塔角上的石头有清晰印记，表明它们是曾被处理过的。金字塔的地基也曾经被平整过。金字塔的石料是火山岩，和附近田野中的石头不一样。海尔达尔还发现金字塔的天文的方向。在夏至那一天，你可以从最大的金字塔的平台上看到两次日落：太阳从一座高山的山顶落下，穿过山顶，又显现出来，然后再一次从相邻的山落下。 所有的金字塔在西侧都有台阶，在冬至点的早晨，你登上金字塔正好可以看到初升的太阳。
然而海尔达尔既不能给出金字塔的年代，也不能回答关于谁建造了金字塔的问题。 但是事实上关切人曾经居住在一个金字塔下面的山洞中。在西班牙人在15世纪晚期征服这里之前，圭马尔曾经是特内里费十个国王（menceys）之一的居住地。值得注意的是，根据老普林尼的报告，加那利群岛在航海家汉诺的时代（约为公元前600年）并没有人居住，然而却有巨大建筑的废墟。几个世纪以来，一直有人认为特内里费岛是传说中沉没的大西洲（亚特兰蒂斯）仅存的一部分，曾经是大西洲的最高峰。传说中的亚特兰蒂斯位于直布罗陀海峡之外的大海上。

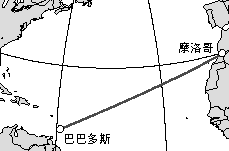
海尔达尔的航行

关切人的来源并不是很清楚。因为洋流的原因，从相邻的位于摩洛哥南部的大陆海岸通过加那利群岛是非常困难的，但是从欧洲和地中海地区则容易得多。
海尔达尔提出了新理论，指加那利群岛曾经是地中海与美洲之间的古代航行的一个基地。来往于这两个区域的最短的航线的确要经过加那利群岛，克里斯托弗·哥伦布第一次到达美洲（1492年）也是走的这条航线。早在1970年，海尔达尔就显示了使用古代的方法，从北非航行到加勒比海是可能的。 他曾经借助一艘纸莎草制作的船“Ra II”从摩洛哥航行到巴巴多斯岛。
1998年，圭马尔金字塔周围65000平方米的区域作为人种学公园向公众开放。海尔达尔受到了居住在特内里费岛的挪威船主弗莱德·奥尔森经济上的资助。公园里有一个向游览者介绍海尔达尔的探险和他关于金字塔理论的信息中心，两个展出了关于海尔达尔和他的船只模型的帐篷，还有一个“Ra II”原尺寸的复制品。

## 图集

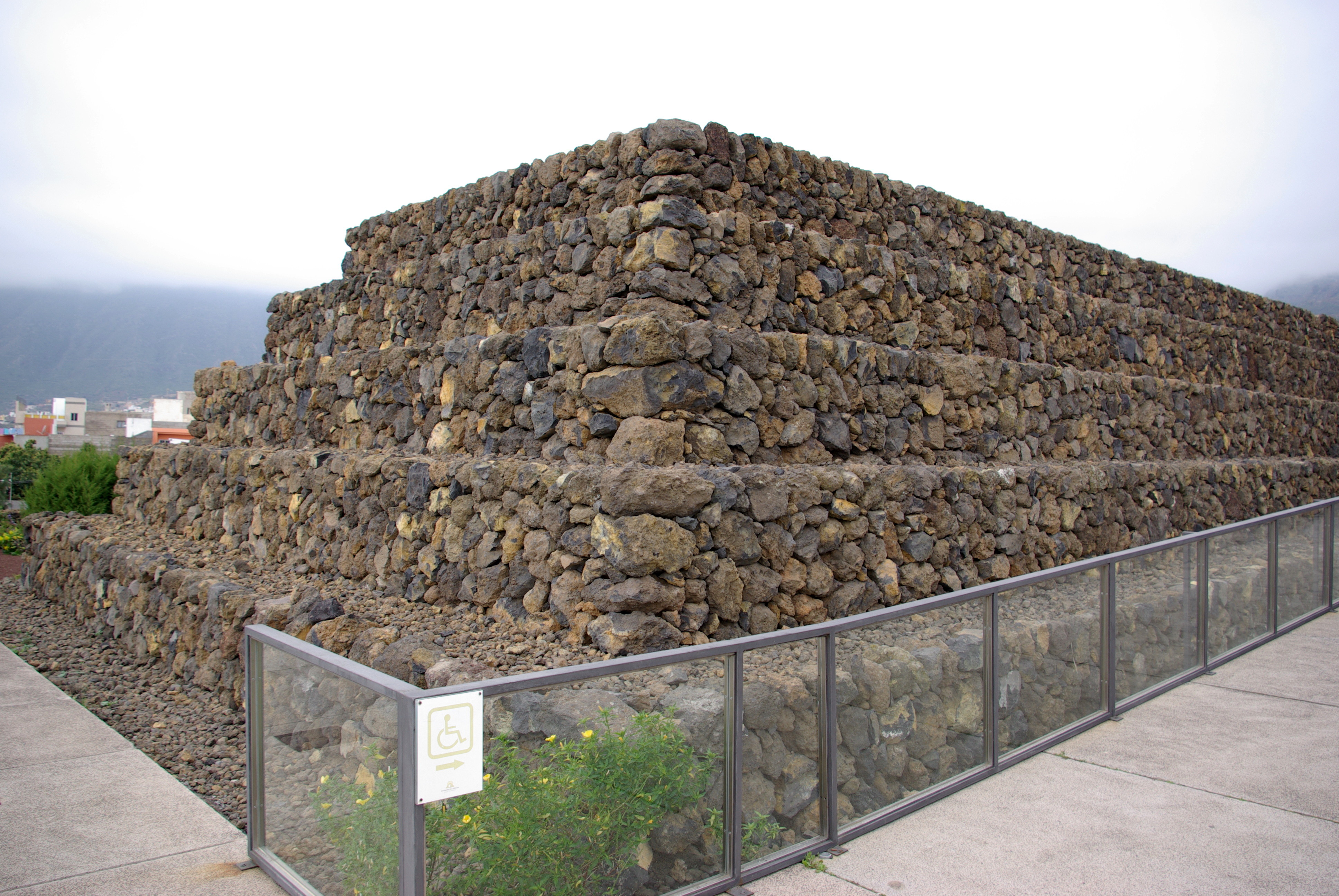
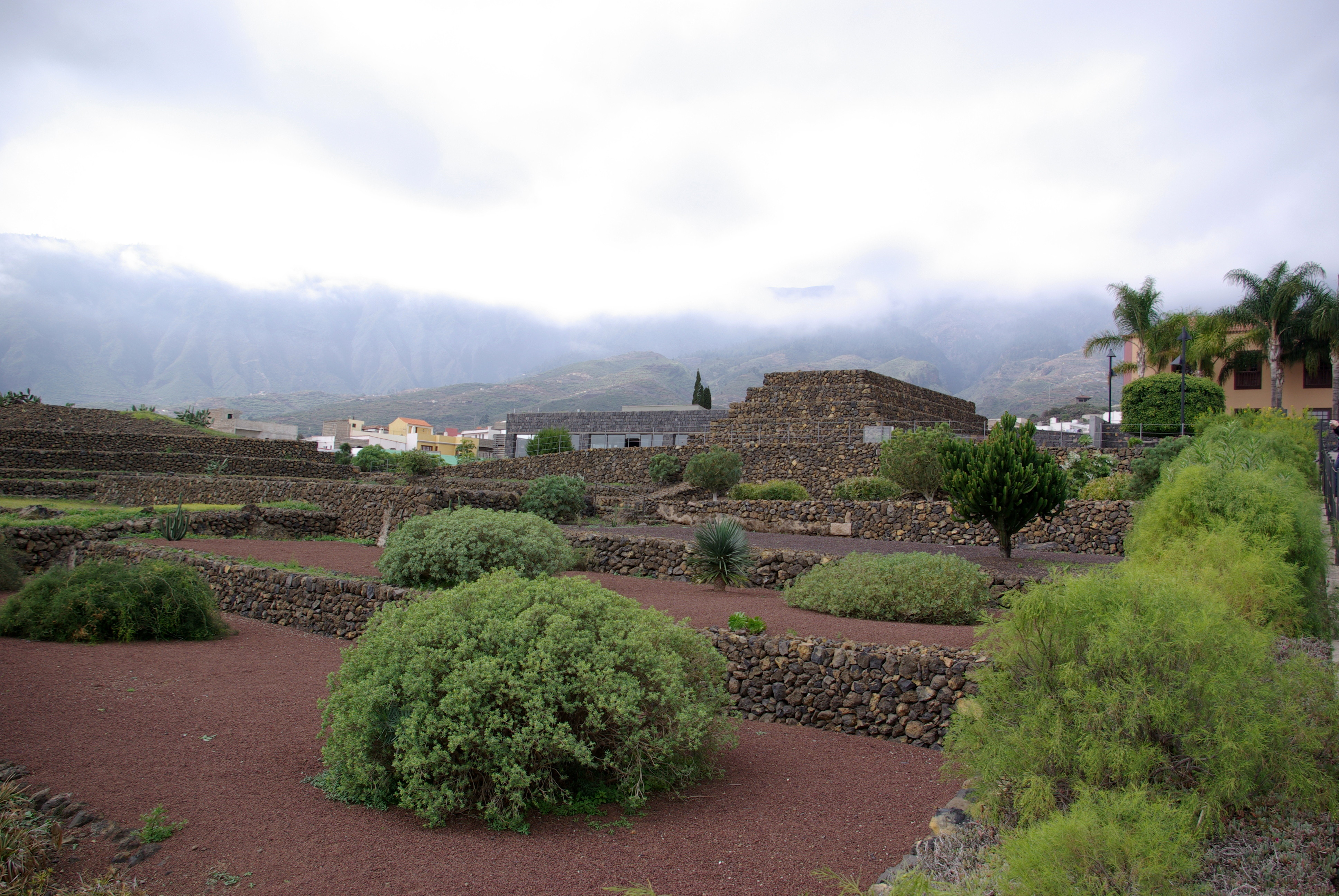
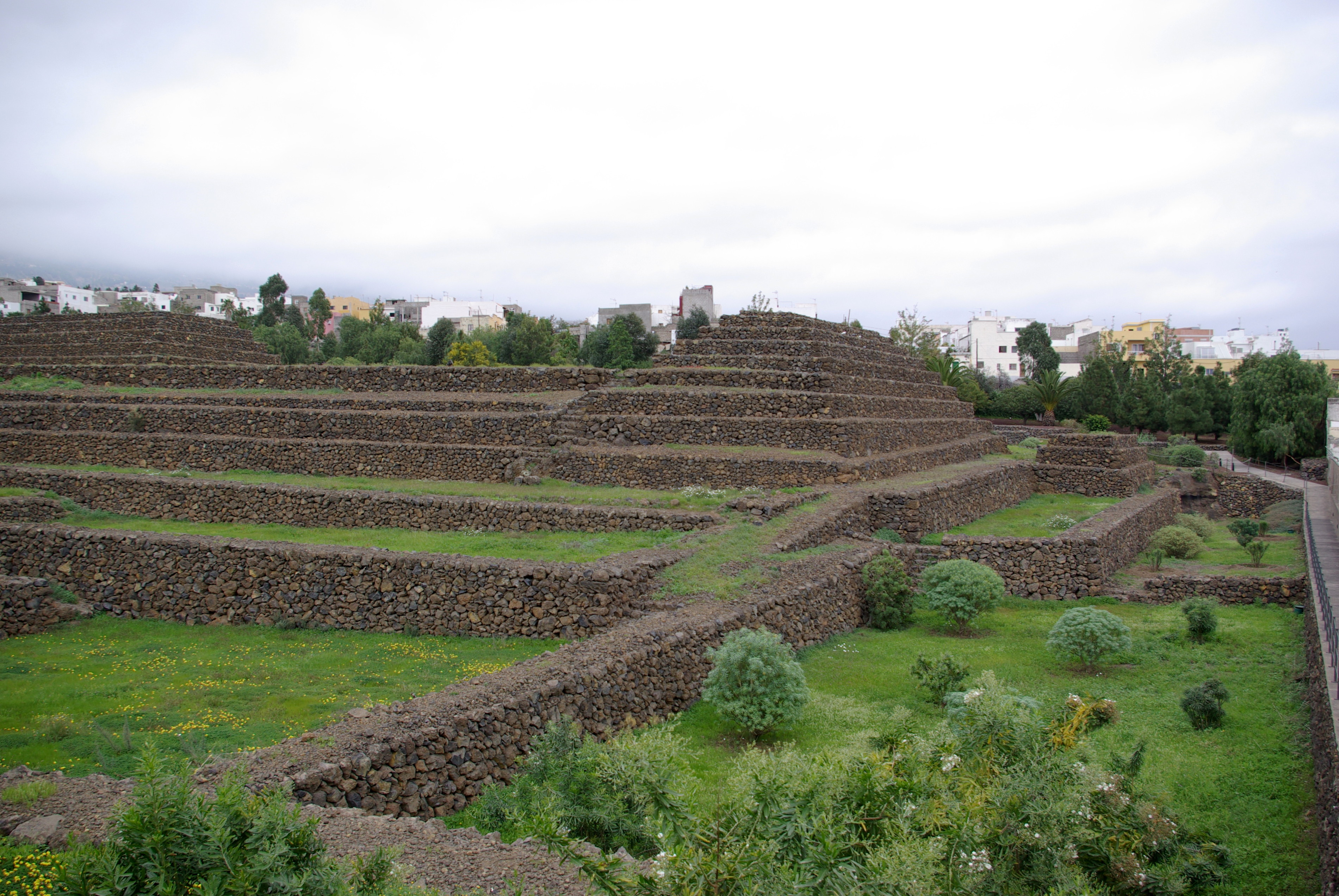
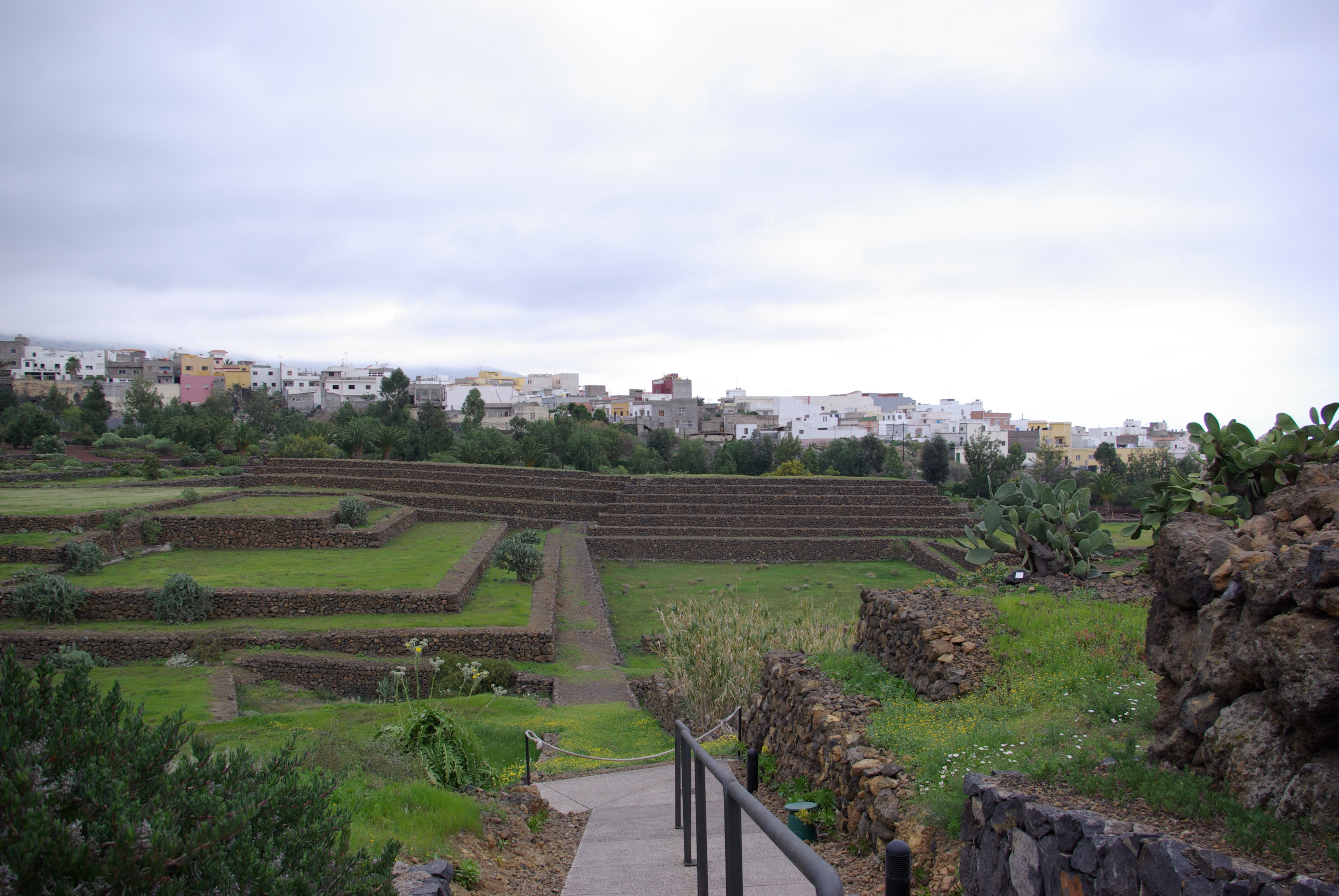
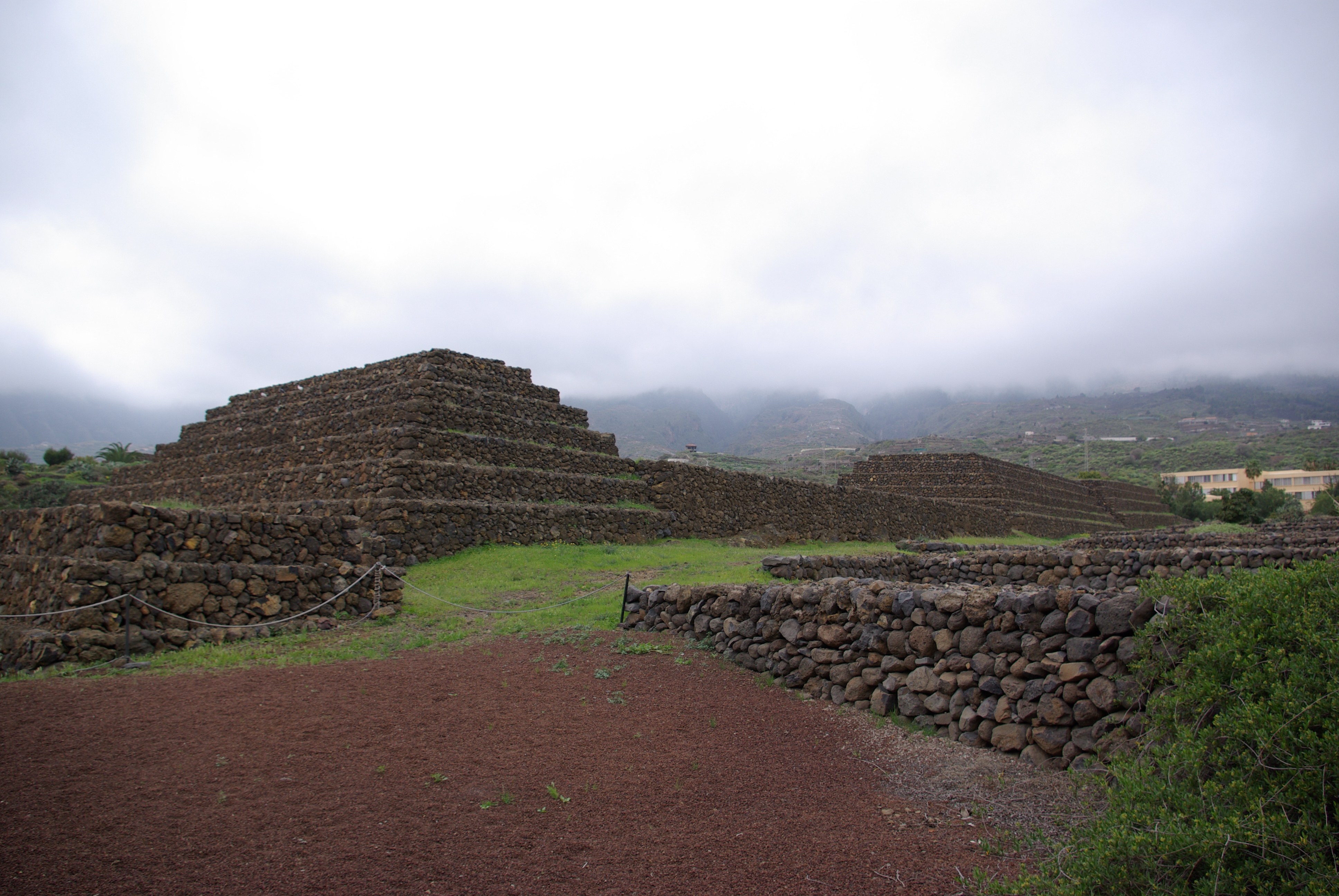